# هنري فارفيلد أوزبورن
هنري فارفيلد أوزبورن (بالإنجليزية: Henry Fairfield Osborn)‏ (8 أغسطس 1857 - 6 نوفمبر 1936) هو عالم جيولوجي وإحاثي ومُحسِّن نسل أمريكي، وكان رئيس المتحف الأمريكي للتاريخ الطبيعي طوال 25 عاماً.

## النظريات
كان هنري أوزبورن ناقداً للداروينية، واختارَ بدلاً منها أن يُطوِّر نظريته بنفسه عن تطور الإنسان، التي أطلقَ عليها «نظرية الإنسان الفجري». وقد بنى نظريَّته هذه على اكتشاف رجل بلتداون (الذي تبيَّن لاحقاً أنه مجرَّد خدعة جُمعَ فيها فك أورانغوتان مع جمجمة إنسان، لكن نظرية أوزبورن جاءت قبل انفضاح هذا الأمر) الذي قيل آنذاك أنه كان يَعود إلى عصر البليوسين المتأخر، والذي أطلقَ عليه أيضاً «الإنسان الفجري». كانت تُفيد النظري بأن الإنسان الفجريّ انحدرَ من سلف مشترك بينه وبين القردة خلال عصر الأوليجوسين، حيث افترضَ أن القرود تطوَّرت بشكل منفصل تماماً عن الإنسان الفجري خلال عصر الميوسين (قبل 16 مليون سنة). ومن هنا استنتجَ أوزبورن أن كافة القرود المُصنفة في تصنيف كارولوس لينيوس (قبل الدارويني) تطورت بالكامل بالتوازي معَ أسلاف البشر، المُسمين بالهومو.

## روابط خارجية
- هنري فارفيلد أوزبورن على موقع الموسوعة البريطانية (الإنجليزية)